# Clavellinas (Guanajuato)
Clavellinas es una localidad del estado mexicano de Guanajuato. Es parte del municipio de San Miguel de Allende.

## Demografía
| Gráfica de evolución demográfica |
|                                  |

| Censo | Población |
| ----- | --------- |
| 1900  | 84        |
| 1910  | 101       |
| 1921  | 192       |
| 1930  | 122       |
| 1940  | 186       |
| 1950  | 205       |
| 1960  | 202       |
| 1970  | 254       |
| 1980  | 236       |
| 1990  | 560       |
| 2000  | 707       |
| 2010  | 1 152     |
| 2020  | 1 425     |